# Фертигація
Фертигація (англ. fertigation) —  введення добрив або пестицидів, у зрошувальну систему іригації. Вперше технологія була впроваджена в 1970-х роках і набула широкого поширення по всьому світу. При застосуванні фертигації значно зростає ефективність внесених поживних речовин, бо відбувається зниження непродуктивних втрат добрив за рахунок більш повного їх поглинання рослинами.

## Застосування
Фертигація широко практикується в комерційному сільському господарстві та садівництві, для озеленення, оскільки дозатори більш надійні та простіші у використанні. Зазвичай таке практикують на високоцінних культурах, таких як овочі, дерен, фруктові дерева та декоративні рослини.
У 2018 році ФАО підготувала доповідь щодо перспективи використання іригаційних систем на сонячній енергії. Системи зрошення, що працюють на сонячній енергії, можуть привести до скорочення викидів парникових газів на одиницю енергії, яка використовується для забору води, більш ніж на 95% в порівнянні з альтернативами, які працюють на дизельному або викопному паливі. Рішення в галузі зрошення повинні прийматися після належного обліку води в регіонах, оскільки опади, поверхневі води, ґрунтові води, вологість ґрунту та процеси випаровування, пов'язані з різними видами землекористування і є частинами одного й того ж гідрологічного циклу.
Сучасні системи на сонячних батареях пропонують корисні інструменти для поліпшення управління водними ресурсами, вони оснащені електронними пристроями контролю, здатними надавати дані в реальному часі про рівень води в резервуарах, швидкості забору і рівні води у свердловині, що у підсумку може призвести до прийняття регламентуючих рішень, які дозволяють дистанційно уникати надмірного забору води.
Китай, Індія, Єгипет експериментують з таким підходом. На тлі кліматичних змін експерти попереджають, що недооцінка та недбале ставлення до стану іригаційних систем може призвести до критичних наслідків на світовому ринку сільгосппродукції. 

### Центральноазійські системи
Загальна обмеженість водних ресурсів краю, наявність у ньому великих і малих гірських систем, пустель та напівпустель гальмували й ускладнювали нормальний розвиток місцевих землеробських громад.
Задля подолання зазначених перешкод ще із часів стародавньої Согдіани та середньовічного Мавераннахру їхніми мешканцями були винайдені доволі унікальні прийоми штучного зрошування. У  гірських та передгірських долинах Таджикистану й Північного Афганістану, що розміщувалися в зоні, яка отримувала достат ньо води від сезонних розливів річок (Вахша, Пянджа, Сурхандар’ї, Геріруда) й удобрюва лася наносами, застосовували віялові системи каналів - арики.
У рівнинній частині, де в долині Амудар’їта її притоки Зеравшану розташовані великі Бухарський та Самаркандський оазиси, на зміну арикам прийшли потужні магістральні канали. Їхнім завданням було підводити воду на масиви земель поза зоною природних розливів. За допомогою довгих каналів (джуї, нахри) стало можливим використання під зрошувальне землеробство нових значних територій. Більшість каналів брали початок біля гребель, зведених на березі або впоперек річок.
Незважаючи на інтенсивне будівництво каналів, величезні родючі землі напівпустельних і передгірських рівнин часто були позбавлені поверхневих водних джерел. Ця неприємна обставина змушувала землеробів шукати шляхи виведення ґрунтових вод на поверхню. Багатовікова практика та накопичені знання зумовили винайдення кяризу – унікальної гідротехнічної споруди.

### Давньокитайські іригаційні споруди
Комплекс споруд Дуцзян'янь - блискуча перлина іригаційного будівництва стародавнього Китаю. Незважаючи на поважний вік - понад 2200 років - комплекс до теперішнього часу служить людям.
Дуцзян'янь знаходиться біля підніжжя гір Юйлей, що розташовані у західній частині повіту Ґуаньсянь провінції Сичуань, і є найвищою точкою на північному заході рівнини Ченду.
В першій чверті ХХІ ст. відновлюється застаріла зрошувальна інфраструктура провінції Хубей. Згідно із проєктом корпорації водопостачання Tieshan (WSC), передбачено будівництво та експлуатацію каналів Південь-Північ з метою здійснення зрошувальних та дренажних робіт у провінціях Хунань та Хубей. Площа меліорації становила близько 25,8 тис. га, на яких вирощувалися рис та інші високорентабельні культури.:
Велика китайська стіна, Великий канал Пекін-Ханчжоу та кяризи —  це «три пам'ятки Стародавнього Китаю». У минулому кяризи були розташовані в основному в Турфане, Хамі, Чанцзи, Хетяні, Атуші, Кучі, Урумчі та інших місцях Синьцзяна, а тепер, головним чином, знаходяться в Турфане і Хамі. Зараз в Сіньцзяні налічується 614 карезов, з яких 404 - в Турфані. На своєму піку кяриз Турфан перевищує 5000 км. Мудрі стародавні сіньцзянці, використовуючи підземні води і круті схили, спустили річку з гори в долину по тунелю, що дозволило воді не випаровуватися від спеки або сильного вітру і забезпечило постійне зрошення місцевих полів. Вертикальні свердловини забезпечували річці вентиляцію і допомагали витягувати воду на поверхню землі. Підземні води і тане сніг з гір Тянь-Шаню забезпечували постійний рівень води в тунелі.
В основному китайські кяризи були створені за часів правління династії Цин (1644-1911 рр.), Але до цього дня служать головними джерелами води для іригації, пиття і збереження здорової екологічної обстановки. У 1992 році в Турфані Інститутом синьцзянських кяризів з метою дослідження і поширення інформації про водній системі був створений Парк кяризів.

## Поживні речовини
Азот - найпоширеніша поживна речовина для рослин. Природний азот (N2) є двохатомною молекулою, яка становить приблизно 80% земної атмосфери. Більшість рослин не можуть безпосередньо споживати двоатомний азот, тому цей хімічний елемент повинен міститися як компонент інших хімічних речовин, які рослини можуть споживати. Біодоступні джерела азоту -- нерозчинний у воді аміак, аміачна селітра та карбамід. Інші поживні речовини, необхідні рослинам, включають фосфор і калій. Як і азот, рослини вимагають для життя цих речовин, але вони повинні міститися в інших хімічних речовинах, таких як моноамоній фосфат або діаммоній фосфат, щоб служити біодоступними поживними речовинами. Загальним джерелом калію є муріат калію, який є хімічно хлоридом калію.  За допомогою аналізу родючості ґрунту визначають поживні речовини, що слід використовувати.

## Методи
- Крапельне зрошення - більш ефективно для використання добрив, сприяє максимальному засвоєнню поживних речовин у таких рослинах, як бавовна.  Крапельне зрошення за допомогою фертигації також може збільшити врожайність та якість плодів та квітів, особливо в підземних крапельних системах, а не над поверхневою крапельною стрічкою.
- Спринклерні системи - підвищують якість листя та фруктів.
- Безперервне внесення - добриво постачається з постійною швидкістю.
- Триступеневе внесення - зрошення починається без добрив. Добрива вносять пізніше в процесі.
- Пропорційне застосування - швидкість закачування пропорційна швидкості скидання води.
- Кількісний розчин поживних речовин застосовується в розрахунковому обсязі для кожного зрошувального блоку.
- Інші методи застосування включають бічний хід, пістолет для подорожей та твердотільні системи.

## Дизайн системи
Найпростіший тип системи фертигації складається з резервуара з насосом, розподільних труб, капілярів та крапельниці.
Кожна друга система зрошення в світі — продукція Valmont Industries.[джерело?]

## Див також
- Раціональне водокористування[en]
- Стале сільське господарство
- Добрива